# Weneg
Weneg fou un faraó de l'antic Egipte, de la dinastia II. No és clar si va governar sobre tot Egipte com a successor de Ninetjer o no, si va rebre el Baix Egipte per herència o per acord, o se'n va apoderar per força. El papir de Torí diu que va morir als 54 anys.
El seu nom d'Horus no es coneix. Les gerres de pedra trobades amb la inscripció donen el nom d'Horus d'un faraó com a Hwt-k3 Hrw S3 (Horus Sa o Horus Za), que podria pertànyer a aquesta època, ja que no pot ser identificat al Sanakht de la tercera dinastia ni probablement amb cap dels successors de Qa'a a la primera. S'ha proposat (Helck) que Za o Sa fos el seu nom d'Horus, i si així fos Weneg i Za serien la mateixa persona. En tot cas, Za seria un faraó que va seguir Ninetjer o Weneg, però no gaire allunyat. Algunes inscripcions suggereixen que el nom d'Horus de Khasekhemui hagués pogut ser Weneg o Sened, però per ara no es pot afirmar que no es tracti de sobirans diferents. Peter Kaplony identifica el nom d'Horus de Weneg a la pedra del Caire, on llegeix Wngsekhemwy (Unegsekhemui), cosa que faria que Za fos un sobirà diferent completament. Una altra hipòtesi de Kaplony és assimilar Horus Za amb el njswt-bity (Nesut-biti) Wr-Za-Khnwm com el predecessor i pare de Djoser, cosa que faria Za monarca de la III dinastia.
El seu nom nebti i nesut-biti de Weneg o Ueneg apareix en una dotzena d'inscripcions, de les quals 7 prop de la piràmide de Djoser i unes 3 en una tomba de Saqqara (una altra no té origen conegut). El seu nom apareix en alguns documents com a Wadjnes ('Llengua fresca') en lloc del correcte Wng (Weneg). Aquest nom apareix en gerres de l'època de Peribsen, que fan pensar a Helck que es parla del futur rei que més tard apareix sota aquest nom. Manethó li diu Tlas (transcripció fonètica de Wadjnes que es llegeix "ougotlas"). A la llista d'Abidos, és Uaznes, igual que a la de Saqqara. Al papir de Torí no es pot llegir. Alguns experts l'identifiquen amb Sekhemib, però no n'hi ha cap prova concloent. Kaplony llegeix el seu nom com a Seshen.
El seu regnat degué ser curt, potser només d'un parell d'anys. W. Barta li'n dona uns cinc. Manethó li atribueix, això no obstant, 17 anys. Per la seva posició a la pedra del Caire, no podria excedir de 10 o 12 anys.
La seva tomba no s'ha trobat, però se suposa que pogués estar a Saqqara. A la mastaba S3014, s'ha trobat el seu nom, però no s'ha establert que fos la seva tomba, ja que el nom del propietari a les inscripcions de la mastaba no s'ha conservat.
El seu successor (sense comptar la ubicació incerta de Za, si correspon a aquest període) fou Sened.